# Inspiración (teología)

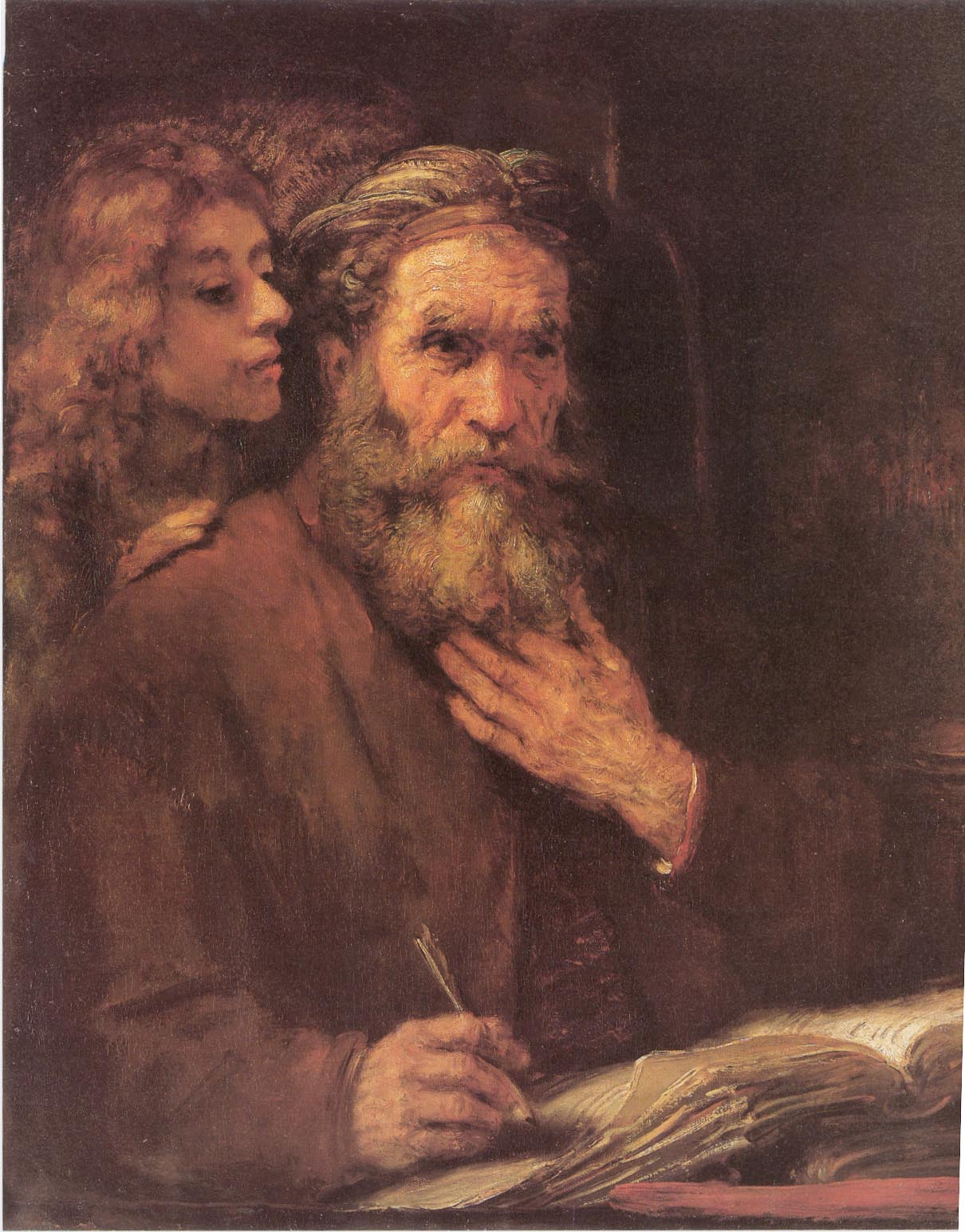
"El evangelista Mateo" de Rembrandt, inspirado por un ángel.

Inspiración es el concepto teológico según el cual las obras y hechos de seres humanos están íntimamente conectados con Dios, sobre todo las Escrituras del Antiguo y Nuevo Testamento, recibieron una supervisión especial del Espíritu Santo, de tal manera que las palabras allí registradas expresan, de alguna manera, la revelación de Dios.

## Etimología
La palabra "inspiración" viene del latín inspiratio y del verbo inspirare. Inspirare está compuesto por el prefijo "in" en español "en" y el verbo spirare (soplar en). Inspirare significa "soplar en" o "respirar". Ya en la época clásica del Imperio Romano "inspirare"  recibió la connotación "respirar profundamente" y en sentido figurado "insinuar algo en el corazón de alguien." Ésto, por su parte, inspira la palabra dada por Dios a los hombres. 

## Inspiración verbal
Las palabras del texto son inspiradas directamente de Dios. Esto puede ser en forma de un dicho, o en la forma de una supervisión, lo que permite que el autor utilice su propio estilo.
Para algunos, Dios interfiere para que el autor no cometa errores. Si la Biblia se considera inspirada verbalmente, ella es infalible. Las contradicciones evidentes y malentendidos de la Biblia son o errores de copiadores o misterios de Dios, o los defensores de la inspiración verbal dicen que los pasajes registrados se refieren a asuntos diferentes. La inspiración verbal es la doctrina de muchas iglesias evangélicas.
Para otros, el concurso humano y divino en la inspiración no implica en ausencia de errores o infalibilidad, pues Dios permitió que el texto bíblico tuviera su propia historia de composición y transmisión humanas.

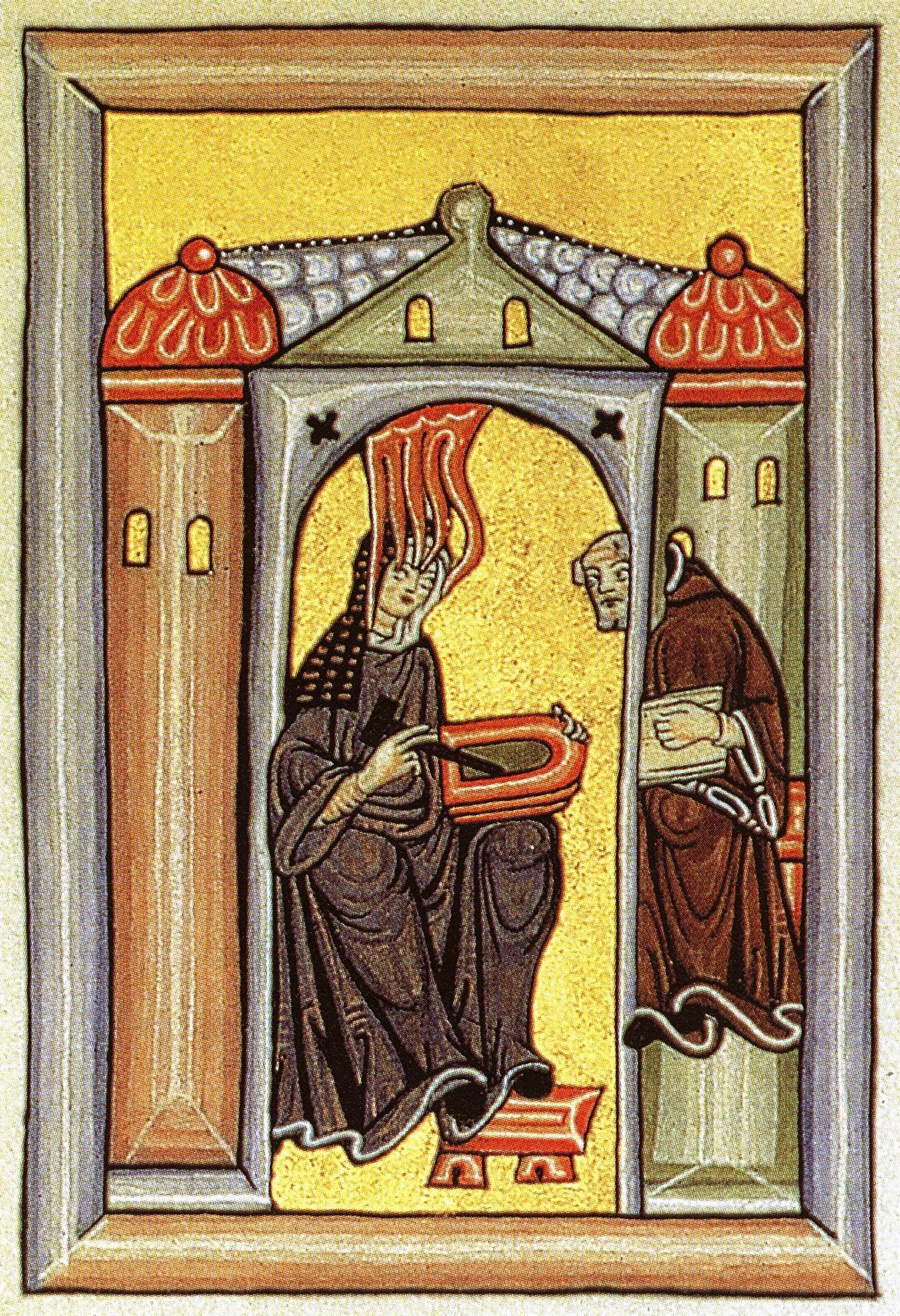
La compositora y poeta Hildegarda de Bingen recibe inspiración divina (ilustración en el Codex de Rupertsberg en el Liber scivias Domini, del año 1180)

## Inspiración general o inspiración limitada
El autor es inspirado por Dios de alguna forma. Dios se manifiesta al autor a través de sueños, palabras insinuadas, personas, ángeles, entre otros, por lo que el autor recibe un mensaje. Muchas veces la anota mucho más tarde. Si el autor se equivoca en detalles, el Espíritu Santo no interfiere o no entromete en todos los casos. A si se explican pequeños errores en la Biblia, así como también faltas de ortografía y notas incorrectas en canciones inspiradas. El punto de vista neo-ortodoxo se encuentra la frase: "La Biblia es la palabra de Dios", pero no "palabras de Dios".

## Visión liberal
Muchos de los teólogos liberales niegan la inspiración divina como la fuente principal de las obras sagradas. Ven en ella solo creaciones de personas profundamente religiosas, que sin duda saben mucho de Dios con relación con los demás, pero poco delante de la grandeza del misterio de Dios.

## Visión evangélica progresista
Los teólogos evangélicos progresistas en general ven la inspiración como una analogía con Jesucristo: completamente divina, completamente humana.

## Visión católica
En la iglesia católica existen varias corrientes teológicas, pero la opinión oficial es que la Biblia es inspirada en forma general y no verbal. La Biblia tiene que ser vista en el contexto histórico y, a la luz de la tradición católica. Por el otro lado, el Papa reclama por sí mismo una inspiración divina infalible, si el habla "ex cátedra".
El Concilio Vaticano II afirma: “La Iglesia reconoce que todos los libros de la Biblia, con todas sus partes, son sagrados y canónicos, en cuanto que, escritos por inspiración del Espíritu Santo, tienen a Dios como autor y como tales han sido confiados a la Iglesia” (Dei Verbum 11).

## Visión de la Reforma luterana
Los reformadores fortalecieron la Escritura y rechazaron la tradición católica como fuente divina a la par de la Escritura. Martín Lutero, quien nació católico, al principio de la Reforma partió con la teoría de que no todas las partes de la Biblia serían inspiradas, pero más tarde se reconoció a todas las partes como inspiradas, al igual que otros reformadores. También habló sobre varias músicas, que serían inspiradas (forma general y limitada, haciendo hincapié, sin embargo, el himno en latín "Veni, spiritus sancte" (en alemán "Komm, Heiliger Geist, Herre Gott")